# Мать-Родина
Мать-Родина — монумент, установленный в Санкт-Петербурге на Пискарёвском мемориальном кладбище.

## Описание
Шестиметровая бронзовая скульптура на каменном постаменте изображает женщину, держащую в руках гирлянду дубовых листьев — символ вечности. За скульптурой находится каменная стена, на которой высечены строки Ольги Берггольц:
Здесь лежат ленинградцы. 

Здесь горожане — мужчины, женщины, дети. 

Рядом с ними солдаты-красноармейцы. 

Всею жизнью своею 

Они защищали тебя, Ленинград, 

Колыбель революции. 

Их имён благородных мы здесь перечислить не сможем, 

Так их много под вечной охраной гранита. 

Но знай, внимающий этим камням: 

Никто не забыт и ничто не забыто.
Помимо стихотворных строк, на стене можно видеть силуэты людей, идущих навстречу друг другу.
Скульптура олицетворяет скорбящую женщину, мать, жену. Лицо скульптуры обращено к братским захоронениям. За спиной скульптуры (вне территории кладбища) оставлен коридор в 2-3 квартала длиной, не застроенный домами.

## История создания скульптуры
В феврале 1945 года был проведён конкурс на проект мемориала ленинградцам, погибшим во время блокады. В 1956 году на площади свыше 26 гектаров началось строительство мемориального комплекса по проекту архитекторов А. В. Васильева и Е. А. Левинсона. Мемориал был открыт 9 мая 1960 года, в пятнадцатую годовщину победы советского народа в Великой Отечественной войне и первоначально назывался «памятник героям блокады Ленинграда». Вечный огонь был зажжён от огня на Марсовом поле.
Авторы ансамбля — архитекторы А. В. Васильев, Е. А. Левинсон, скульпторы В. В. Исаева и Р. К. Таурит («Родина-мать» и рельефы на боковых стенах), М. А. Вайнман, Б. Е. Каплянский, А. Л. Малахин, М. М. Харламова (горельефы на центральной стеле).

## Комментарии
1. ↑   В других источниках «Родина-мать»[1][2].